# Rhodesian Special Air Service
Il Rhodesian Special Air Service, o Rhodesian SAS, è stato un reparto di forze speciali dell'esercito della Rhodesia. Attivo tra il 1950 ed il 1980, ha servito diversi regimi che hanno governato il Paese; in primo luogo l'Impero Britannico, in quanto la Rhodesia del Sud e la Federazione della Rhodesia e del Nyasaland (esistita tra il 1953 ed il 1963) costituivano dei dominion britannici; poi tra il 1965 ed il 1979 la Repubblica della Rhodesia (anche se tecnicamente la Rhodesia si proclamò indipendente nel 1965 ma una repubblica solo il 23 marzo 1970); infine il Paese divenne, dopo una breve restaurazione del protettorato britannico, la Repubblica dello Zimbabwe e fu quest'ultima a decretare lo scioglimento dell'unità il 31 dicembre 1980.
Ha operato inizialmente con la designazione di C Squadron (Rhodesian) Special Air Service; dal 1978 fu promosso a 1st Rhodesian Special Air Service Regiment, designazione che manterrà fino al suo scioglimento.

## Storia

### Le origini ed il legame col SAS britannico (1950)
Durante la Seconda Guerra Mondiale numerosi rhodesiani prestarono servizio nell'esercito britannico. Nel 1941 fu costituito il celeberrimo reparto di forze speciali dello Special Air Service, che col progredire della guerra reclutò soldati ed ufficiali provenienti da tutti i Paesi e dominion dell'Impero Britannico e persino francesi, greci e belgi. In seno al 1° dei cinque reggimenti di cui si componeva il SAS fu costituito lo Squadrone C, composto interamente da rhodesiani. Con la fine del conflitto il SAS e di conseguenza lo Squadrone C furono sciolti e gli ex membri tornarono a prestare servizio nei reparti regolari degli eserciti di provenienza, cioè britannico, greco, francese, belga; i rhodesiani furono tutti congedati e rimpatriati. Fu una decisione quasi immediatamente rimpianta dal governo britannico, infatti trascorsero appena 18 mesi e nel gennaio 1947 il reparto viene ricostituito, dapprima usando la denominazione di "Malayan Scout" , poi nel 1952 fu rinominato 22º Reggimento SAS. Non a caso, gli squadroni che compongono il SAS moderno sono stati nominati con le lettere A, B, D e G, ma è assente lo Squadrone C, quello che era composto da rhodesiani. Nel 1950 l'esercito rhodesiano aveva deciso di ricostituire lo Squadrone C del SAS, ma come reparto di forze speciali del Dominion africano e non come unità dell'esercito britannico. Tuttavia il nome, i distintivi, il basco beige ed il motto dell'unità who dares wins (chi osa vince) furono conservati.

### L'Emergenza Malese (1951 - 1953)
Nel 1950 il governo britannico chiese al governo della Rhodesia del Sud di partecipare "all'Emergenza Malese", un conflitto che contrapponeva guerriglieri comunisti locali alle forze del Commonwealth. La Rhodesia del Sud inviò un contingente in Malesia, incluso il proprio Squadrone del SAS, formato da circa 150 soldati comandati dal ventiquattrenne capitano Peter George Walls (veterano della Seconda Guerra Mondiale e che in futuro diventerà comandante delle forze armate della Rhodesia). Il SAS Rhodesiano operò spesso al fianco del suo corrispettivo britannico e neozelandese, distinguendosi in numerose azioni ed acquisendo molta esperienza in materia di contro - guerriglia. Nel corso del conflitto malese la Rhodesia ebbe 8 caduti, tre commando del SAS e 5 soldati del Rhodesian African Rifles. La guerra si concluse con la nascita di un Regno Federale della Malesia nell'ambito del Commonwealth, nel 1957, e con la resa delle ultime forze ribelli nel 1960.

### Gli ultimi anni del protettorato britannico; la Dichiarazione Unilaterale d'indipendenza (1953 - 1965)
Il SAS della Rhodesia, che aveva il suo quartier generale a Ndola, passò anni relativamente tranquilli tra la fine del 1953 e i primi anni Sessanta. Numerosi furono i soldati mandati nel Regno Unito per addestramenti specifici o per esercitazioni con i "cugini" del 22°SAS. Nel 1963 però la Federazione della Rhodesia e del Nyasaland (che comprendeva Rhodesia del Nord, del Sud ed il Nyasaland) si sciolse, allorché lo Zambia (ex Rhodesia del Nord) ed il Malawii (ex Nyasaland) divennero repubbliche indipendenti del Commonwealth. La conseguenza fu però la perdita del vecchio quartier generale del SAS, ubicato nella nuova capitale dello Zambia, e di numerosi operatori originari di questi territori, che confluirono nei nuovi eserciti nazionali; occorsero mesi prima che il SAS tornasse all'originario organico di 150 truppe, tra ufficiali e soldati; il nuovo quartier generale dell'unità fu una caserma nei pressi della capitale rhodesiana, a Salisbury. Altro sconvolgimento politico avvenne con la Dichiarazione Unilaterale d'Indipendenza Rhodesiana, non riconosciuta a livello internazionale, e che isolò il Paese a livello economico e politico. Al momento della DUI il SAS Rhodesiano era schierato ad Aden (oggi Yemen), ufficialmente per un ciclo di addestramenti alla guerra in aree desertiche, in realtà per affiancare il SAS britannico in operazioni contro - insurrezionali ai danni di forze ribelli locali; naturalmente lo Squadrone C fu immediatamente rimpatriato, mentre i britannici continuarono a combattere ad Aden fino al 1967, allorché riconobbero l'indipendenza del Paese. Per il SAS Rhodesiano l'indipendenza della Rhodesia significò interrompere ogni legame con i suoi corrispettivi britannici, neozelandesi ed australiani; tuttavia negli anni seguenti numerosi cittadini del Commonwealth, statunitensi, sudafricani o di altri Paesi (tutti di origine caucasica) migrarono in Rhodesia e si arruolarono nel SAS Rhodesiano, una volta superata una durissima selezione, per alcuni esperti forse anche più dura rispetto alla Selezione SAS istituita nel 1952 nel Regno Unito. Contemporaneamente l'opposizione al regime di segregazione razziale nel Paese, sul modello sudafricano, crebbe fino a causare lo scoppio di una guerra civile tra il governo bianco e vari movimenti di guerriglia sorti tra la popolazione nera.

### La guerra civile in Rhodesia o Rhodesian Bush War (1964 - 1979)
La guerra civile rhodesiana vide contrapposte al governo del Paese, guidato da Ian Smith, le forze guerrigliere dello ZAPU e dello ZANU (entrambe d'ispirazione comunista ed alleate di altre formazioni rivoluzionarie, quali l'ANC sudafricano, l'MPLA angolano, la SWAPO della Namibia, ecc). La Rhodesia ebbe fino al 1974 il sostegno da parte dell'impero coloniale portoghese, che cercava di mantenere le sue colonie africane, mentre alleati per tutta la durata del conflitto dei rhodesiani furono il Sudafrica e l'UNITA angolano. Fu un conflitto caratterizzato soprattutto da imboscate, raid e incursioni oltre i confini e numerosi attacchi contro le comunità civili. Nonostante le limitate risorse economiche della Rhodesia, questa combatté per circa 15 anni contro forze numericamente superiori e che vantavano un largo consenso tra la popolazione indigena. Alla fine del 1978 però iniziarono le trattative di pace, per cercare di attuare una riconciliazione nazionale.
Durante la guerra le forze armate rhodesiane, che avevano studiato a lungo il modo di agire dei britannici in Malesia, degli israeliani in Medio Oriente, dei francesi in Algeria o degli americani in Vietnam, elaborarono una strategia di contro - guerriglia che aveva il suo centro in un reparto interforce: la FIREFORCE. Ne facevano parte il SAS, il Selous Scout, l'aviazione rhodesiana e, come unità di supporto per operazioni speciali, i parà del 1st RLI ed i fucilieri del Rhodesian African Rifles. Le forze speciali, oltre ad effettuare ricognizioni speciali, infiltrare spie nelle formazioni guerrigliere, avviare una campagna volta a favorire le diserzioni di ribelli (che poi venivano arruolati dal Selous Scout), individuare basi dei ribelli oltre confine, effettuarono numerose incursioni contro le forze nemiche in Zambia e in Mozambico (soprattutto dopo che il Paese ottenne l'indipendenza e salì al potere il FRELIMO, alleato dei rivoluzionari zimbawesi). Le azioni erano precedute da bombardamenti, poi elicotteri facevano sbarcare gruppi da 32 soldati per volta, che occupavano posizioni strategiche, attaccavano il nemico e coordinavano al tempo stesso gli attacchi aerei dell'aviazione rhodesiana. In questo modo reparti poco numerosi potevano sperare di sconfiggere milizie ribelli più numerose. 
Nel 1976 una squadra del SAS effettuò una ricognizione in Mozambico, scoprendo un campo dei guerriglieri nei pressi di Nyadzonya; un reparto di 84 commando del Selous Scout, travestito da guerriglieri, effettuò uno dei più celebri raid della guerra, l'operazione "Eland". Più di mille guerriglieri rimasero uccisi e vennero sequestrate tonnellate di materiale bellico (armi e munizioni di fabbricazione sovietica, inoltre molti dei guerriglieri caduti nello scontro erano stati addestrati da consiglieri militari sovietici o cubani); tra gli attaccanti vi furono solo quattro feriti.
La più famosa battaglia a cui il SAS Rhodesiano partecipò fu l'operazione "Dingo", che ebbe luogo in Mozambico, nei pressi di Chimoio e Tembué tra il 23 ed il 25 novembre 1977. Una forte concentrazione di guerriglieri, circa 10.000 combattenti, fu individuata da una pattuglia del SAS in ricognizione e venne immediatamente organizzata una forza d'attacco composta da circa 200 soldati tra SAS (96 commando, inclusi i ricognitori già presenti sul posto) e parà dell'RLI (80 soldati), che atterrò per mezzo elicotteri, e da una forza aerea composta da 30 tra elicotteri e bombardieri. Nonostante la schiacciante superiorità numerica nemica i rhodesiani misero in fuga i guerriglieri, che lamentarono oltre 3.000 morti e 5.000 feriti; le perdite rhodesiane furono di un solo aereo abbattuto e di 2 morti (un sergente del SAS e un tenente dell'aviazione rimasto ucciso nell'abbattimento del suo aereo) e 6 feriti. La vastità del campo di battaglia e la pochezza delle forze in campo impedirono però ai rhodesiani di annientare completamente la milizia nemica, la quale tuttavia abbandonò numerose armi e munizioni per evacuare più in fretta l'alto numero di feriti dal campo di battaglia.
Negli ultimi anni del conflitto, nel periodo tra il 1975 ed il 1979, altra importante missione affidata al SAS Rhodesiano fu armare, addestrare e supportare i guerriglieri della RENAMO, che combattevano il governo del Mozambico. Difatti, dopo che Lisbona riconobbe l'indipendenza del Mozambico nel 1975, il FRELIMO prese il potere ed permise a numerose formazioni guerrigliere, incluse quelle zimbawesi, di avere basi nel suo territorio. Di conseguenza sia il Sudafrica sia la Rhodesia decisero di supportare un movimento ribelle che insorse contro il nuovo regime d'ispirazione comunista. Grazie a tali aiuti i ribelli della RENAMO riuscirono a controllare vaste zone del Paese e inflissero molte perdite alle forze governative, usando tattiche di guerriglia. La guerra civile in Mozambico proseguì fino al 1992, col raggiungimento di un accordo di pace che permise l'avvio di riforme democratiche, e la trasformazione del FRELIMO e della RENAMO in partiti aperti al pluralismo politico.
Nel 1978 il SAS Rhodesiano fu promosso al rango di reggimento ed i suoi effettivi aumentarono da 150 a 250 unità. Anche il quartier generale del SAS fu trasferito da Salisbury a Kirbati.

### La nascita della Repubblica dello Zimbabwe e lo scioglimento (18 aprile - 31 dicembre 1980)
Durante la breve restaurazione del protettorato britannico il Paese cambiò nome in Rhodesia - Zimbabwe e fu avviata una transizione per indire elezioni democratiche, favorire il ritorno dello stato nel Commonwealth e per preparare la nascita di una vera repubblica indipendente riconosciuta a livello internazionale. Con una serie di incontri e colloqui, più o meno ufficiali, Robert Mugabe, il nuovo primo ministro, ed esponenti delle forze armate, incluso l'ex comandante del SAS il generale Peter Walls, si cercò di garantire una certa continuità, nel senso che i militari che già avevano prestato servizio presso la Rhodesia rimanessero al loro posto, naturalmente a patto di giurare fedeltà alla nuova costituzione ed al nuovo regime. Nonostante tali promesse, nei mesi successivi alla proclamazione della Repubblica dello Zimbabwe il nuovo regime rinnegò tali accordi. Anche se alcuni militari rimasero in servizio, i componenti dei reparti speciali rhodesiani (SAS, Selous Scout, Rhodesian African Rifles, Rhodesian Light Infantry) furono tutti congedati con disonore, a causa delle tante vittorie e delle numerose perdite inflitte ai movimenti guerriglieri; Mugabe annunciò anche che avrebbe processato molti di loro per crimini di guerra, ma ciò non fu possibile, perché in primo luogo gli archivi ed i dossier sui commando furono distrutti dagli stessi (onde proteggere l'identità e la vita dei soldati e delle loro famiglie da ritorsioni) ed anche perché quasi tutti gli ex membri delle forze speciali rhodesiane trovarono rifugio in Sudafrica. Molti ex membri del SAS Rhodesiano divennero istruttori delle forze armate sudafricane, o furono ingaggiati come mercenari o contractors. 
Ancor oggi in Zimbabwe ricercare informazioni sulla storia dei reparti speciali della Rhodesia è un reato punibile con la detenzione.

## Membri noti
Peter George Walls (1927 - 2010). Rhodesiano. Arruolatosi giovanissimo nell'esercito britannico, poco dopo lo scoppio della Seconda Guerra Mondiale, si diplomò all'Accademia Reale di Sandhurst e servì nel Black Watch Regiment. Una volta rimpatriato continuò la carriera militare nell'esercito rhodesiano e col grado di capitano comandò il SAS Rhodesiano negli anni dell'Emergenza Malese. Promosso colonnello fu, nei primi anni Sessanta, comandante di un'altra unità d'élite, il Rhodesian Light Infantry, comando che tuttavia perse per le sue posizioni pro indipendentiste in un periodo in cui la Rhodesia del Sud era ancora un dominion britannico. Negli anni Settanta, promosso generale di brigata, fu comandante in capo delle forze armate e pianificò la maggior parte delle offensive ai danni delle forze guerrigliere in Zambia e Mozambico, inclusa l'operazione "Dingo". Nonostante l'iniziale offerta di Mugabe di continuare a prestare servizio in seno al nuovo esercito nazionale dello Zimbabwe (intenzione condivisa dal generale Walls), in seguito il nuovo governo decise di rinunciare a qualsiasi riconciliazione con la fazione sconfitta, spingendo quasi tutta la comunità bianca del Paese ad emigrare in Sudafrica. Walls e la famiglia emigrarono e vissero nel Paese fino alla morte del generale, che aveva ormai 83 anni. Sposato due volte, era padre di un figlio e di tre figlie. La famiglia provò successivamente a rimpatriare, ma il figlio del generale fu vittima di un'aggressione, forse organizzata da ex guerriglieri veterani della guerra civile, e pertanto la famiglia lasciò nuovamente il Paese.
Ronald Reid - Daly (1928 - 2010). Rhodesiano. Fu sergente del SAS Rhodesiano negli anni dell'Emergenza Malese. Congedatosi col grado di capitano nel 1971, fu convinto dal suo vecchio comandante, Peter G. Walls, a tornare in servizio, col grado di colonnello, per costituire e comandare un nuovo reggimento di forze speciali, i Selous Scouts. Con la fine della guerra si trasferì in Sudafrica, per alcuni anni prestò servizio nelle Forze di Difesa Sudafricane, poi lavorò come guardia del corpo, contractor e mercenario in diversi Paesi. Ritiratosi a Città del Capo, morì a 82 anni.
Robert Callen McKenzie (1948 - 1995). Statunitense. Aveva combattuto in Vietnam con la 101ª Divisione Aviotrasportata, ma fu congedato per una grave ferita. Rimessosi completamente emigrò in Rhodesia, si arruolò e divenne in seguito capitano e comandante del SAS Rhodesiano nei primi anni Settanta. Trasferitosi in Sudafrica, prestò servizio, col grado di maggiore, anche in quell'esercito come istruttore. Iniziò poi a lavorare come contractor, finché non fu ucciso in un'imboscata in Sierra Leone per mano dei ribelli del RUF, insieme a quattro colleghi. Aveva 46 anni.
Peter McAlesee (1942 - 2024). Britannico. Nato in Scozia, aveva prestato servizio nel Parachute Regiment e nello Special Air Service, combattendo ad Aden. Congedatosi ed emigrato in Africa, prestò prima servizio come mercenario per il Fronte di Liberazione Nazionale Africano in Angola (durante la guerra d'indipendenza dal Portogallo) e poi Rhodesia, combatté come ufficiale del SAS fino alla conclusione del conflitto. Negli anni ha svolto ancora lavori da contractor, mercenario o guardia del corpo in diversi Paesi; ha anche pubblicato romanzi autobiografici o su tematiche militari.